# St Bees

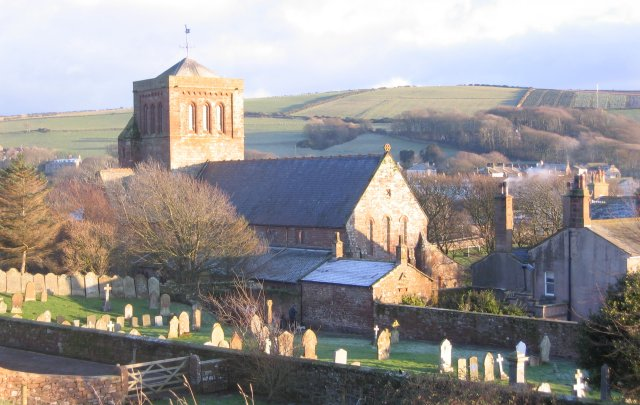
St Bees – Ort und ehemalige Prioratskirche

St Bees ist ein ca. 1800 Einwohner zählendes Dorf in der nordwestenglischen Grafschaft (county) Cumbria. St Bees ist nach der legendären irischen Einsiedlerin St. Bega benannt, die hier eine Klause hatte. Bees ist die anglisierte Namensform.

## Lage
St Bees liegt an der Irischen See ca. 7 km (Fahrtstrecke) südlich von Whitehaven und etwa 4,5 km nordwestlich von Egremont.

## Wirtschaft

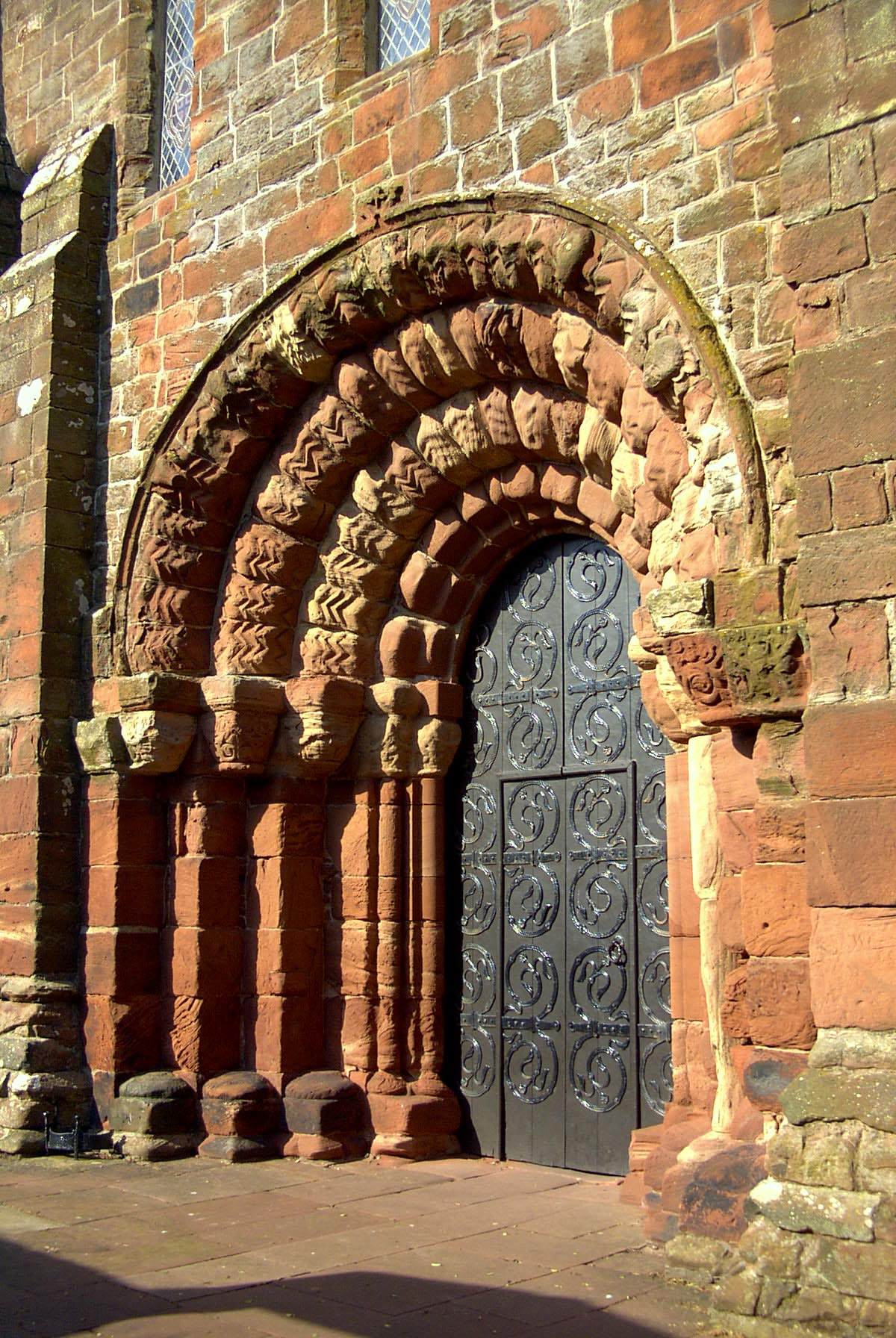
St Bees – Portal der Prioratskirche (um 1150)

- In der Umgebung des Ortes gibt es mehrere Steinbrüche, in denen ein roter Sandstein abgebaut wird.
- Mehrere Bildungsinstitutionen haben ihren Sitz oder Dependancen in St Bees (z. B. die im 16. Jahrhundert gegründete St Bees School oder das im frühen 19. Jahrhundert entstandene St Bees Theological College).
- Wegen der Nähe zum Meer spielt auch der Tourismus eine gewisse Rolle im Wirtschaftsleben der Stadt.

## Geschichte
- Bereits in angelsächsischer Zeit entstand hier ein Kloster, das von den Normannen um das Jahr 1125 übernommen und in ein Priorat verwandelt wurde, welches dem Benediktinerkloster von York (St Mary’s Abbey) unterstand. In der Zeit der Auflösung der englischen Klöster (1536–1541) wurden sowohl das Mutter- als auch das Tochterkloster aufgelöst. Die ehemalige Klosterkirche wurde als Pfarrkirche weiter genutzt.
- Im Jahr 1817 gründete George Henry Law, ein konservativer Bischof von Chester und Bruder des Richters  Ellenborough in St. Bees ein anglikanisches Seminar. Es sollte Kleriker ausbilden, die zu arm waren, um in Oxford oder Cambridge Theologie zu studieren.
- Im Jahr 1981 wurde nahe der ehemaligen Klosterkirche ein Bleisarg mit einem vergleichsweise gut erhaltenen Leichnam des Mannes von St. Bees (englisch: St Bees Man) gefunden, der als Anthony de Lucy, einen Kreuzritter des 14. Jahrhunderts, identifiziert wurde.

## Berühmte Bürger
- Edmund Grindal, Erzbischof von Canterbury
- Edwin Sandys, Erzbischof von York